# Achromobacter pestifer
Achromobacter pestifer es una especie de bacteria gramnegativa del género Achromobacter. Fue descrita en el año 2016. Su etimología hace referencia a destructivo, nocivo. Es aerobia y móvil. Tiene un tamaño de 0,4-0,7 μm de ancho por 0,9-1,5 μm de largo. Forma colonias convexas, traslúcidas, no pigmentadas y con márgenes lisos en agar TSA tras 48 horas de incubación. También crece en agar sangre y agar Drigalsky. Catalasa y oxidasa positivas. Temperatura de crecimiento óptima entre 30-37 °C. Consiste en el ST136 de Achromobacter. Tiene un contenido de G+C de 63,8%. Originalmente se aisló de óleos en los años 60 en Japón.